# Galassia nana ultra-compatta
Per Galassia nana ultra-compatta (GNUC) (in inglese Ultra-Compact Dwarf Galaxy, UCDG) si intende una tipologia di galassie nane recentemente identificata, di bassa luminosità e dalle esigue dimensioni, mediamente comprese tra 30 e 300 anni luce, ma che risultano tra gli oggetti più densi conosciuti giungendo a contenere fino a 200 milioni di stelle.
La loro scoperta è avvenuta a seguito delle osservazioni effettuate tra il 1999 e il 2001 nell'ambito del Fornax Cluster Spectroscopic Survey, uno studio mirato ad effettuare misurazioni spettrosopiche del redshift di oggetti situati nella direzione prospettica della costellazione della Fornace. Pertanto, alcuni oggetti di debole luminosità che fino ad allora erano considerati stelle appartenenti alla Via Lattea, mostravano invece velocità di allontanamento che corrispondevano a distanze dell'ordine di 60 milioni di anni luce dalla Terra. 
Tali oggetti si sono rivelati essere una categoria di galassie fino ad allora sconosciuta. La loro luminosità è bassa e la popolazione stellare antica con un'età quasi sovrapponibile a quella dello stesso Universo.
Successive osservazioni hanno documentato l'esistenza delle galassie nane-ultra-compatte anche in altre regioni dell'Universo osservabile, come l'Ammasso della Vergine, l'ammasso Abell 1689 e l'Ammasso della Chioma.
Un esempio di GNUC è la galassia M60-UCD1, satellite di M60, situata a circa 54 milioni di anni luce dalla Terra, che è una delle galassie più dense conosciute in quanto il 50% della sua massa è concentrata in soli 160 anni luce. Altri esempi sono M85-HCC1 e M59-UCD3, quest'ultima considerata la galassia più densa al momento conosciuta.
Si ipotizza che le galassia nane ultra-compatte si siano formate nelle prime fasi della vita dell'Universo e siano il risultato delle collisioni di galassie o che si siano formate da stelle situate nelle periferie galattiche, strappate via dalle forze mareali, durante il transito attraverso densi ammassi di galassie.
Ad avvalorare l'ipotesi dell'origine delle GNUC da galassie di maggiori dimensioni spogliate di materia a causa dell'interazione gravitazionale di altre galassie, è la scoperta della presenza, al centro di M60-UCD1, di un buco nero supermassiccio di 21 milioni di masse solari che rappresenta ben il 15% della massa complessiva della galassia. Si suppone che M60-UCD1 fosse una galassia dotata di almeno 10 miliardi di stelle, a fronte degli attuali 140 milioni di masse solari, che probabilmente circa 10 miliardi anni fa in un processo durato 500 milioni di anni, transitando nei pressi di M60, è andata incontro all'impoverimento di stelle e materia oscura inglobate dalla galassia più massiccia.

## Galleria d'immagini

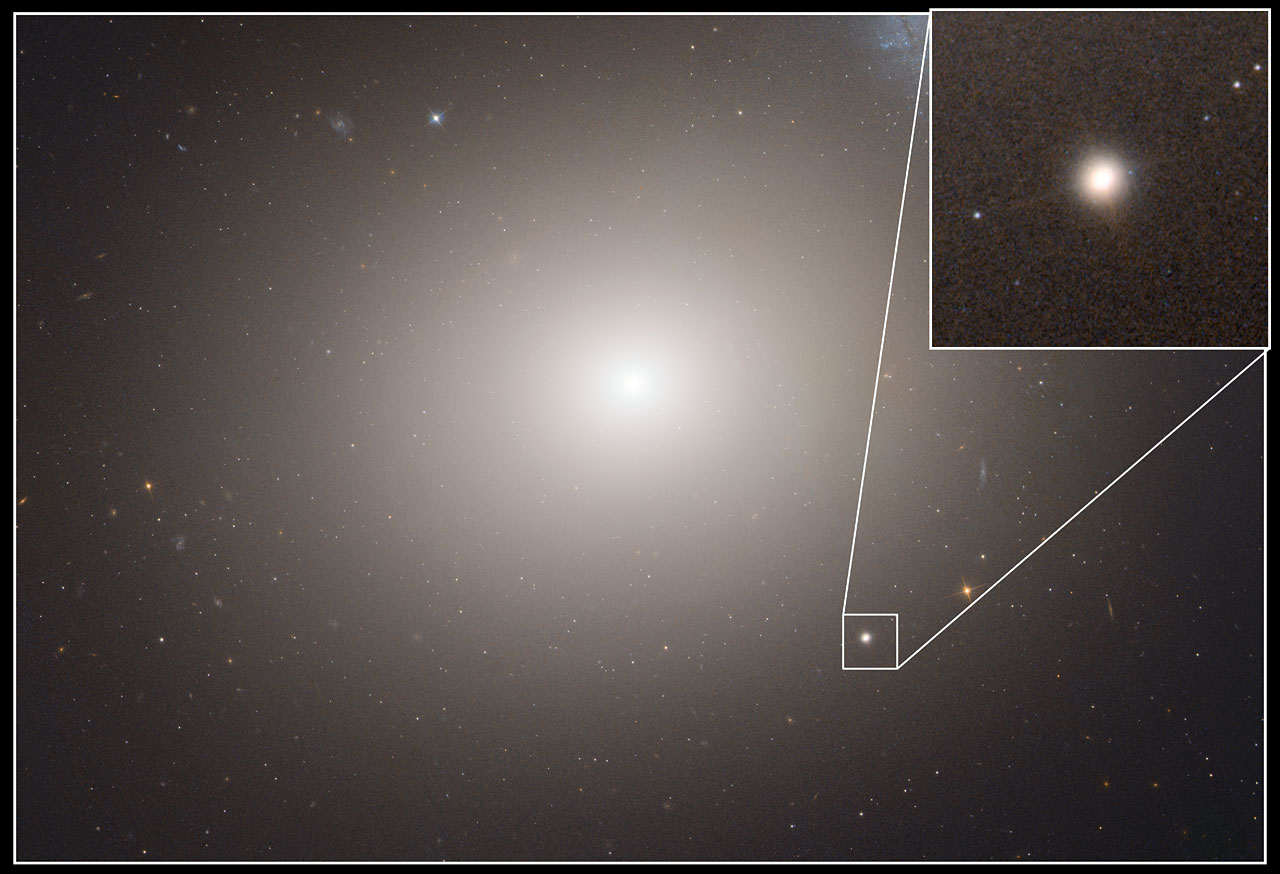
M60 e, nel particolare, M60-UCD1
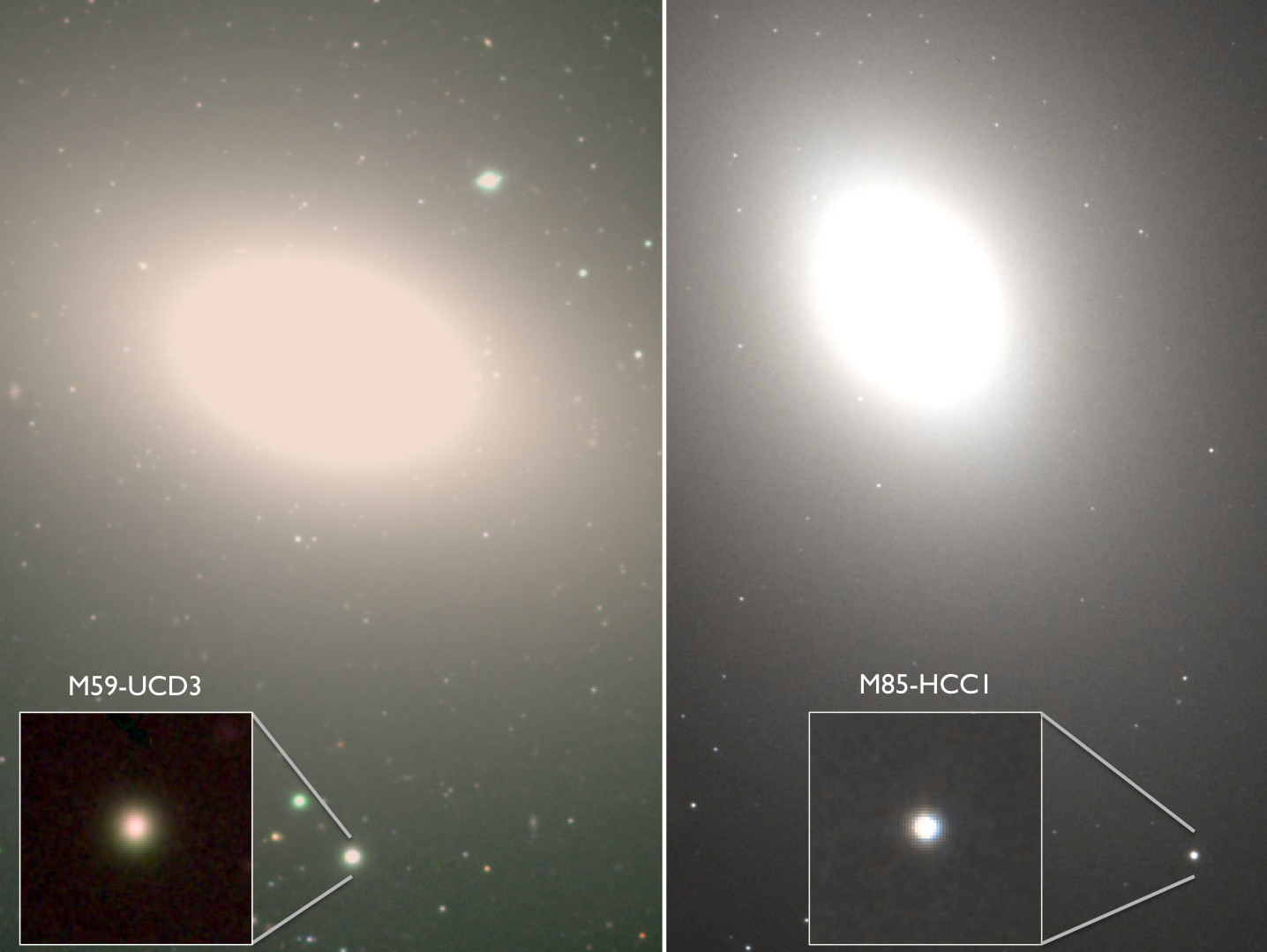
Nei particolari M59-UCD3 e M85-HCC1
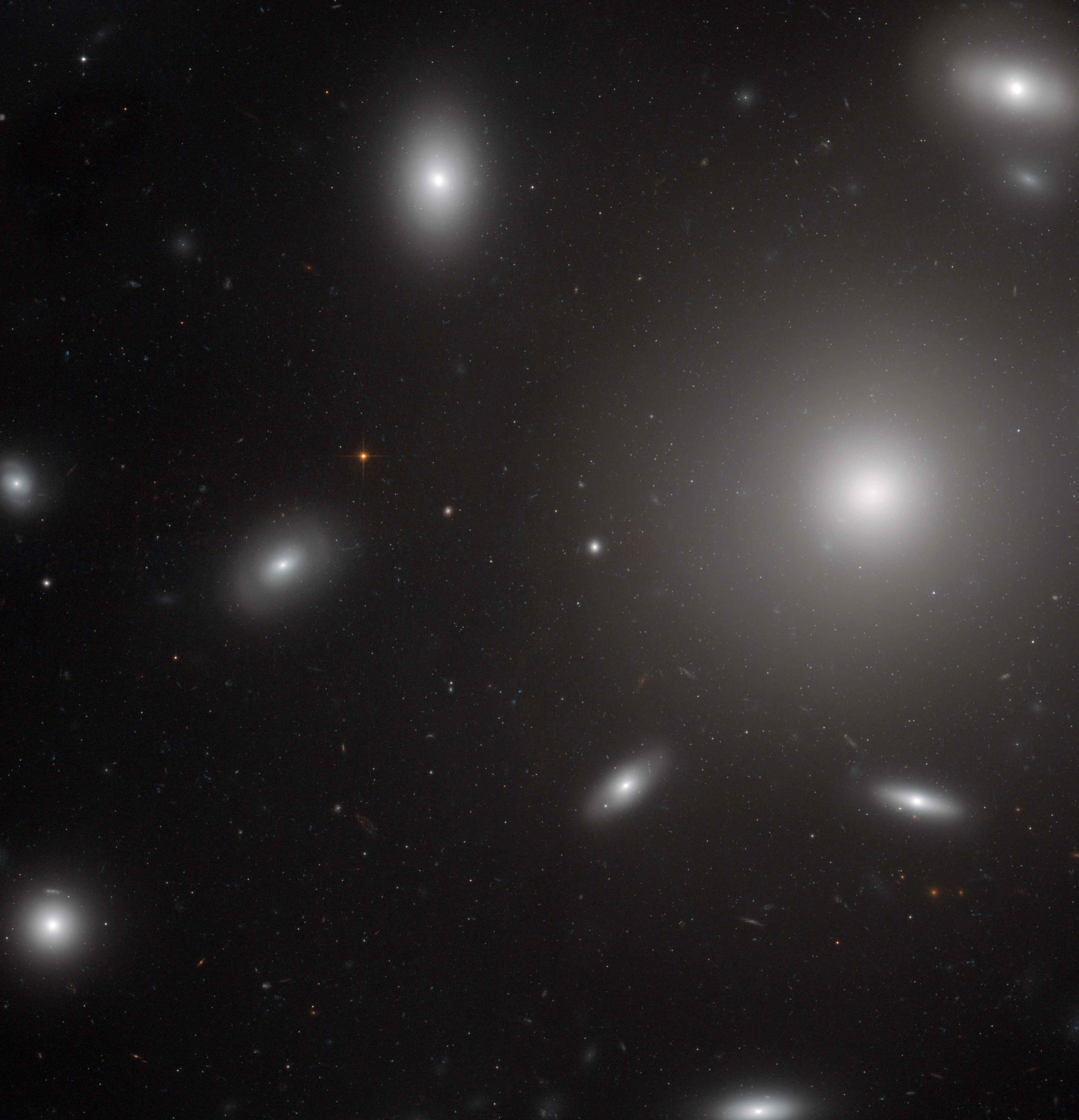
NGC 4874 è la galassia massiccia a destra e i puntini sono GNUC
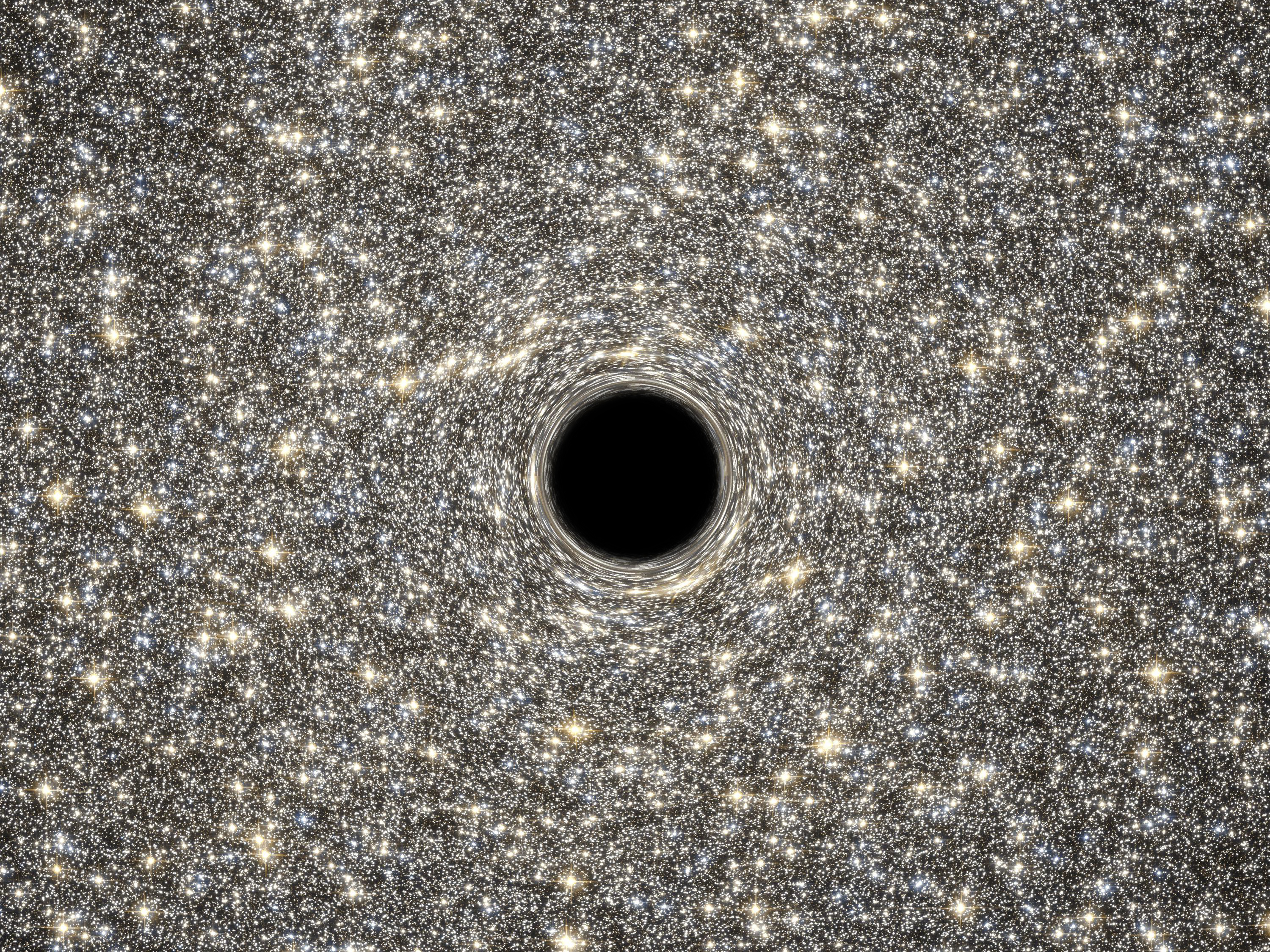
Come apparirebbe un buco nero al centro di una GNUC (interpretazione artistica)